# Thyreotus
Thyreotus – rodzaj kosarzy z podrzędu Laniatores i rodziny Epedanidae. Gatunkiem typowym jest Thyreotus bifasciatus.

## Występowanie
Przedstawiciele rodzaju są endemitami Birmy.

## Systematyka
Opisano dotąd zaledwie 2 gatunki z tego rodzaju:
- Thyreotus bifasciatus Thorell, 1889
- Thyreotus bimaculatus Roewer, 1912